# میانه‌زیستی
| زمان‌بندی زمین‌شناسی    |                          |                         |                         |
| پیدازیوی (فانروزوئیک) | نوزیوی (سنوزوئیک)        | کواترنری                |                         |
| پیدازیوی (فانروزوئیک) | نوزیوی (سنوزوئیک)        | نئوژن                   |                         |
| پیدازیوی (فانروزوئیک) | نوزیوی (سنوزوئیک)        | پالئوژن                 |                         |
| پیدازیوی (فانروزوئیک) | میانه‌زیوی (مزوزوئیک)     | کرتاسه                  |                         |
| پیدازیوی (فانروزوئیک) | میانه‌زیوی (مزوزوئیک)     | ژوراسیک                 |                         |
| پیدازیوی (فانروزوئیک) | میانه‌زیوی (مزوزوئیک)     | تریاس                   |                         |
| پیدازیوی (فانروزوئیک) | دیرینه‌ زیوی (پالئوزوئیک) | پرمین                   |                         |
| پیدازیوی (فانروزوئیک) | دیرینه‌ زیوی (پالئوزوئیک) | کربونیفر                |                         |
| پیدازیوی (فانروزوئیک) | دیرینه‌ زیوی (پالئوزوئیک) | دوونین                  |                         |
| پیدازیوی (فانروزوئیک) | دیرینه‌ زیوی (پالئوزوئیک) | سیلورین                 |                         |
| پیدازیوی (فانروزوئیک) | دیرینه‌ زیوی (پالئوزوئیک) | اردویسین                |                         |
| پیدازیوی (فانروزوئیک) | دیرینه‌ زیوی (پالئوزوئیک) | کامبرین                 |                         |
| نهان‌زیوی (پرکامبرین)  | پیشین‌زیوی (پروتروزوئیک)  | پیشین‌زیوی (پروتروزوئیک) | پیشین‌زیوی (پروتروزوئیک) |
| نهان‌زیوی (پرکامبرین)  | نخست‌زیوی (آرکئن)         |                         |                         |
| نهان‌زیوی (پرکامبرین)  | پیشازیوی (هادئن)         |                         |                         |

میانه‌زیستی یا مزوزوئیک (به انگلیسی: Mesozoic) یکی از سه دوران در ابردوران پیدازیستی است که مابین دوران‌های دیرینه‌زیستی و نوزیستی قرار دارد و از حدود ۲۴۵ تا ۶۵ میلیون سال پیش را شامل می‌شود.
این دوران ۱۶۰ میلیون سال به طول انجامید و شامل سه دوره به نام‌های تریاس، ژوراسیک و کرتاسه بود.

جانورانی مثل شاخ‌قوچی (آمونیت) و دایناسور از جاندارانی بودند که در این دوره زیسته و منقرض شده‌اند. خزندگان درشت‌جثهٔ میانه‌زیستی را دایناسور می‌نامند. آب و هوای این دوره گرم و استوایی بوده و نسبت به دوره ما بسیار باثبات بوده‌است. خشکی‌های زمین در این دوره شامل قاره لوراسیا و قاره گندوانا بود؛ که لوراسیا که شامل قاره آسیا و اروپا و آمریکای شمالی و گرینلند بود در دوره کرتاسه آغاز به تجزیه گرفته‌است و از این طریق اقیانوس اطلس به وجود آمده؛ و قاره گندوانا در دوره تریاس تجزیه شد.
دوره میانه‌زیستی با سلطه بازدانگان و خزندگانی مانند دایناسورها؛ آب و هوای گرم گلخانه‌ای؛ و تجزیه تکتونیکی ابرقاره پانگه‌آ مشخص می‌شود.
میانه‌زیستی به‌دنبال انقراض انبوه پرمین-تریاس آغاز شد (بزرگ‌ترین مورد مستند شده انقراض جمعی در تاریخ زمین)، و با انقراض انبوه کرتاسه-پالئوژن پایان یافت. این مورد دوم نیز انقراض دیگری بود که قربانیان آن شامل دایناسورهای غیرپرنده، پتروسورها، موساسوریان و پلسیوسورها بود. میانه‌زیستی دوره‌ای از فعالیت قابل توجه زمین‌ساختی، اقلیمی و فرگشتی بود. این دوره شاهد تکه‌تکه شدن تدریجی ابرقاره پانژه‌آ به توده‌های خشکی جداگانه‌ای بود که در دوره بعدی به موقعیت فعلی خود منتقل شدند. آب و هوای میانه‌زیستی متنوع بود و بین دوره‌های گرمایش و سرمایش متناوب بود. با این حال، به‌طور کلی زمین گرمتر از امروز بود. دایناسورها برای اولین بار در اواسط دوره تریاس ظاهر شدند و در اواخر تریاس یا اوایل ژوراسیک به مهره‌داران زمینی غالب تبدیل شدند و این موقعیت را برای حدود ۱۵۰ یا ۱۳۵ میلیون سال تا زمان نابودی خود در پایان دوره کرتاسه حفظ کردند. پرندگان ابتدایی در دوره ژوراسیک ظاهر شدند که از شاخه‌ای از دایناسورهای دَدپا تکامل یافته بودند، سپس پرندگان حقیقی بی‌دندان در کرتاسه ظاهر شدند. اولین پستانداران نیز در طول میانه‌زیستی ظاهر شدند، اما تا دوره نوزیستی کوچک‌جثه باقی ماندند (کمتر از ۱۵ کیلوگرم). گیاهان گلدار در اوایل کرتاسه ظاهر شدند و به سرعت در سراسر پایان دوره گونه‌گون شده و جایگزین مخروطیان و سایر بازدانگان، مانند کهن‌دارسانان، نخلی‌سرخس‌سانان و بنتیت‌سانان به عنوان گروه غالب گیاهان شدند.

## نام‌گذاری
عبارت «عصر خزندگان» در قرن نوزدهم توسط دیرین‌شناس، گیدئون مانتل، معرفی شد. او این دوران را تحت سلطه خزندگان دوکمانی مانند ایگوآنودون، مگالوسور، پلسیوسوروس و بال‌انگشتی‌ها می‌دانست.
نام کنونی (مزوزوئیک) در سال ۱۸۴۰ توسط زمین‌شناس بریتانیایی، جان فیلیپس (۱۸۷۴–۱۸۰۰) پیشنهاد شد. «مزوزوئیک» در لغت به معنای «زندگی میانی» است که از پیشوند یونانی باستان -meso (به معنای «بین») و zōon (به معنای «حیوان، موجود زنده») مشتق شده‌است.
بدین ترتیب، مزوزوئیک با دوره‌های سنوزوئیک («زندگی جدید») و پالئوزوئیک («زندگی قدیمی») و همچنین ابردوران پروتوزوئیک («زندگی اولیه») قابل مقایسه است.
دوره میانه‌زیستی در ابتدا به عنوان دوره «ثانویه» توصیف شد؛ یعنی پس از دوره «اولیه» (پالئوزوئیک) و قبل از دوره ترشیاری (دوره سوم).

## دوره‌های زمین‌شناسی
| دوره    | دور          | عصر        | سال‌ها (به میلیون) |
| ------- | ------------ | ---------- | ----------------- |
| کرتاسه  | پسین         | ماستریختین | ۶۶٬۰ - ۷۲٬۱       |
| کرتاسه  | پسین         | کامپانین   | ۷۲٬۱ - ۸۳٬۶       |
| کرتاسه  | پسین         | سانتونین   | ۸۳٬۶ - ۸۶٬۳       |
| کرتاسه  | پسین         | کنیاسین    | ۸۶٬۳ - ۸۹٬۸       |
| کرتاسه  | پسین         | تورونین    | ۸۹٬۸ - ۹۳٬۹       |
| کرتاسه  | پسین         | سنومانین   | ۹۳٬۹ - ۱۰۰٬۵      |
| کرتاسه  | پیشین        | آلبین      | ۱۰۰٬۵ - ۱۱۳٬۰     |
| کرتاسه  | پیشین        | آپشین      | ۱۱۳٬۰ - ۱۲۵٬۰     |
| کرتاسه  | پیشین        | بارمین     | ۱۲۵٬۰ - ۱۲۹٬۴     |
| کرتاسه  | پیشین        | هاتریوین   | ۱۲۹٬۴ - ۱۳۲٬۹     |
| کرتاسه  | پیشین        | والانجینین | ۱۳۲٬۹ - ۱۳۹٬۸     |
| کرتاسه  | پیشین        | بریاسین    | ۱۳۹٬۸ - ۱۴۵٬۰     |
| ژوراسیک | پسین (مالم)  | تیتونین    | ۱۴۵٬۰ - ۱۵۲٬۱     |
| ژوراسیک | پسین (مالم)  | کیمریدگین  | ۱۵۲٬۱ - ۱۵۷٬۳     |
| ژوراسیک | پسین (مالم)  | آکسفوردین  | ۱۵۷٬۳ - ۱۶۳٬۵     |
| ژوراسیک | میانه (داگر) | کالووین    | ۱۶۳٬۵ - ۱۶۶٬۱     |
| ژوراسیک | میانه (داگر) | بتونین     | ۱۶۶٬۱ - ۱۶۸٬۳     |
| ژوراسیک | میانه (داگر) | باجوسین    | ۱۶۸٬۳ - ۱۷۰٬۳     |
| ژوراسیک | میانه (داگر) | آلنین      | ۱۷۰٬۳ - ۱۷۴٬۱     |
| ژوراسیک | پیشین (لیاس) | توآرسین    | ۱۷۴٬۱ - ۱۸۲٬۷     |
| ژوراسیک | پیشین (لیاس) | پلینسباکین | ۱۸۲٬۷ - ۱۹۰٬۸     |
| ژوراسیک | پیشین (لیاس) | ساینمورین  | ۱۹۰٬۸ - ۱۹۹٬۳     |
| ژوراسیک | پیشین (لیاس) | هتانگین    | ۱۹۹٬۳ - ۲۰۱٬۳     |
| تریاس   | پسین         | رتین       | ۲۰۱٬۳ - ۲۰۸٬۵     |
| تریاس   | پسین         | نورین      | ۲۰۸٬۵ - ۲۲۸       |
| تریاس   | پسین         | کارنین     | ۲۲۸ - ۲۳۵         |
| تریاس   | میانه        | لادینین    | ۲۳۵ - ۲۴۲         |
| تریاس   | میانه        | آنیسین     | ۲۴۲ - ۲۴۷٬۲       |
| تریاس   | پیشین        | اولنکین    | ۲۴۷٬۲ - ۲۵۱٬۲     |
| تریاس   | پیشین        | ایندون     | ۲۵۱٬۲ - ۲۵۲٬۲     |

دورهٔ مزوزوئیک یا میانه‌زیستی به دنبال دیرینه‌زیستی، تقریباً به مدت ۱۸۶ میلیون سال ادامه داشت؛ از ۲۵۱٫۹۰۲ تا ۶۶ میلیون سال پیش، آغاز عصر نوزیستی. این بازه زمانی به سه دوره زمین‌شناسی تقسیم می‌شود. از قدیمی‌ترین تا جدیدترین آنها عبارتند از:
- تریاس (۲۵۱٫۹۰۲ تا ۲۰۱٫۴ میلیون سال پیش)
- ژوراسیک (۲۰۱٫۴ تا ۱۴۵ میلیون سال پیش)
- کرتاسه (۱۴۵ تا ۶۶ میلیون سال پیش)

مرزِ پایین میانه‌زیستی توسط رویداد انقراض پرمین – تریاس تعیین می‌شود که طی آن، تخمین زده‌شده‌است که تا ۹۰ الی ۹۶ درصد از گونه‌های دریایی متحمل انقراض شدند. گرچه با برخی برآوردهای دیرین‌شناسان که این را تا ۸۱٪ اعلام می‌کنند، بر سر این اعداد و ارقام سؤال مطرح شده‌است. همچنین به دلیل اینکه یکی از بزرگ‌ترین انقراض‌های جمعی در تاریخ زمین محسوب می‌شود، از آن به عنوان «مرگ بزرگ» یاد می‌شود.
مرز بالایی مزوزوئیک در رویداد انقراض کرتاسه-پالئوژن (یا انقراض (K-Pg) تعیین می‌شود که ممکن است در اثر برخورد سیارکی به‌وجود آمده باشد که دهانه چیکشلوب را در شبه‌جزیره یوکاتان پدیدآورده است. باور بر این است که به اواخر دوره کرتاسه، فوران‌های بزرگ آتشفشانی نیز به رویداد انقراض کرتاسه-پالئوژن کمک کردند. تقریباً ۵۰٪ از همه سرده‌ها منقرض شدند، شامل تمام دایناسورهای غیرپرنده.

### تریاس
دوره تریاس تقریباً از ۲۵۲ میلیون تا ۲۰۱ میلیون سال پیش را در بر می‌گیرد و قبل از دوره ژوراسیک قرار دارد. این دوره بین رویداد انقراض پرمین–تریاس و رویداد انقراض تریاس–ژوراسیک، دو مورد از «پنج مورد بزرگ» محصور شده‌است و به سه دوره اصلی - تریاس اولیه، میانی و پسین - تقسیم می‌شود.
تریاس اولیه، حدود ۲۵۲ تا ۲۴۷ میلیون سال پیش، تحت نفوذ بیابان‌هایی در فضای داخلی ابرقاره پانگه‌آ بود. زمین به تازگی شاهد یک مرگ گسترده بود که ۹۵ درصد تمام زیستمندان در آن ناپدید شدند و رایج‌ترین مهره‌داران روی زمین بیل‌خزنده‌ها، مازدندانان و هوپارکری‌ها همراه با بسیاری از موجودات دیگری بودند که از انقراض پرمین جان سالم به در بردند. بریده‌مهرگان در اوایل تریاس به حداکثر تنوع خود رسیدند.

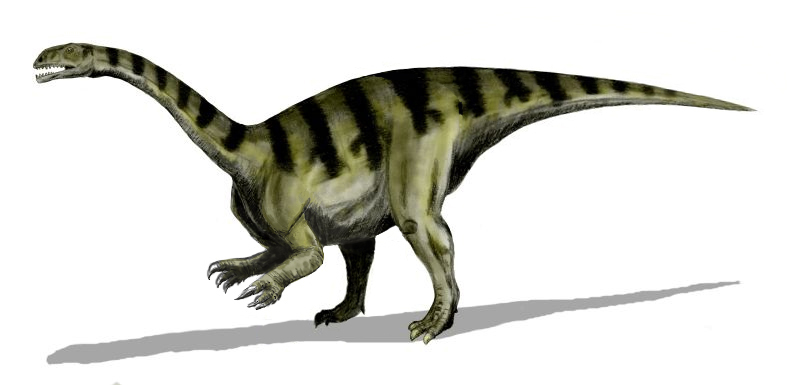
پلاتیوسور (خزندهٔ پهن‌پیکر).

تریاس میانی از ۲۴۷ تا ۲۳۷ میلیون سال پیش، شامل فرایند ابتدایی تجزیه پانگه‌آ و شکل‌گیری اقیانوس تتیس بود. اکوسیستم‌ها از انقراض پرمین احیا شده بودند. جلبک‌ها، اسفنج‌ها، مرجان‌ها و سخت‌پوستان همگی بهبود یافته بودند و خزندگان دریایی جدیدی - مانند ایکتیوسورها و کاذب‌خزنده‌سانان - تکامل یافتند. در خشکی، جنگل‌های کاج شکوفا شدند، همان‌طور که گروه‌هایی از حشرات شامل پشه‌ها و مگس میوه، گسترش یافتند. خزندگان رو به بزرگ شدن گذاشتند و نخستین تمساح‌ها و دایناسورها تکامل یافتند. به ترتیب رقابت‌هایی با دوزیستان بزرگ (که قبلاً بر دنیای آب شیرین حکومت می‌کردند) و خزندگان پستاندار در خشکی آغاز شد.
پس از رونق دوره تریاس میانی، دوره تریاس پسین از ۲۳۷ تا ۲۰۱ میلیون سال پیش، گرمای مکرر و بارش متوسط (۲۵–۵۰ سانتی‌متر در سال) را دربرداشت. گرمای تازه منجر به شکوفایی ناگهانی و گسترده تکامل دایناسورها بر زمین شد، زیرا قاره‌ها شروع به جدا شدن از یکدیگر کردند (نیاساسور از ۲۴۳ تا ۲۱۰ میلیون سال پیش - تقریباً ۲۳۵ – ۳۰ میلیون سال - برخی جدایی‌ها شکل گرفت که موجب پیدایش خزنده‌پاریختان، ددپایان و خزنده‌ریختان شد) این شرایط همچنین موجب تکامل و ظهور گونه‌های اولیه پتروسورها شد. در طول تریاس پسین، بعضی از سگ‌دندان‌های (پیشرفته) موجب پیدایش پستاندارسانان اولیه شدند. اما همه این تغییرات اقلیمی منتج به مرگ و میر بزرگی معروف به رویداد انقراض تریاس-ژوراسیک شد که بسیاری از شاه‌خزندگان (به جز پتروسورها، دایناسورها و تمساح‌ریختان) بیشترین هم‌کمانان، و تقریباً تمامی دوزیستان بزرگ منقرض شدند. به علاوه ۳۴٪ زیستمندان دریایی در طی چهارمین رویداد انقراض جمعی منقرض شدند. دلایل این انقراض همچنان با ابهام روبروست؛ فوران‌های سیل بازالتی در استان ماگمایی مرکز آتلانتیک یکی از دلایل احتمالی مطرح شده‌است.

## ژوراسیک

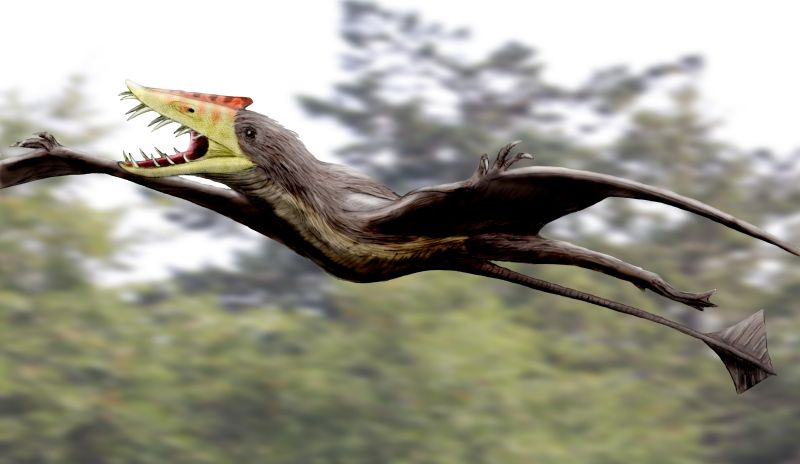
پوزه‌منقاری ابریشم

دوره ژوراسیک بین بازه زمانی ۲۰۰ تا ۱۴۵ میلیون سال پیش واقع شده و سه دورهٔ اصلی یعنی ژوراسیک اولیه، میانی و پسین را تشکیل می‌دهد.
ژوراسیک اولیه از ۲۰۰ تا ۱۷۵ میلیون سال پیش را در بر می‌گیرد. آب و هوای گرمسیری آن، بسیار مرطوبتر از آب و هوای تریاس بود؛ این وضعیت پیامد ظهور دریاهای پُر وسعت بین توده‌های خشکی محسوب می‌شود. در اقیانوس‌ها پلسیوسورها، ایکتیوسورها و شاخ‌قوچی‌ها فراوان بودند. بر روی خشکی، دایناسورها و دیگر شاه‌خزندگان به عنوان نژاد غالب حکومت می‌کردند و ددپایانی مثل دیلوفوسور در بالای زنجیره غذایی بودند. نخستین تمساح‌های واقعی تکامل یافتند و دوزیستان بزرگ را به سمت انقراض هل دادند. نتیجه آن شد که شاه‌خزندگان در سراسر گیتی قدرت گرفتند. در همین حال و از سوی دیگر اولین پستانداران واقعی تکامل یافتند، گرچه به‌مراتب کوچک‌تر بودند ولی به‌طرز عجیبی همه‌جا پراکنده شدند. برای نمونه «بیدستردنب» گونه‌ای متعلق به ژوراسیک، سازگاری‌هایی برای شنا، کندن و گرفتن ماهی کسب کرده بود. پستاندار «فروتاکاونده» از اواخر دوره ژوراسیک که تقریباً ۱۵۰ میلیون سال پیش وجود داشت، تقریباً اندازه یک سنجاب را داشت و دندان‌ها، اندام‌های جلویی و مهره‌های ستون فقرات آن نشان می‌دهد که لانه حشرات اجتماعی (احتمالاً موریانه‌ها، زیرا مورچه‌ها هنوز پدیدار نشده بودند) را می‌کند؛ «بال‌داردد» نوعی دیگر از پستانداران بود که تواناییِ خزیدن برای مسافت‌های کوتاه را داشت؛ درست شبیه سنجاب‌های پرنده کنونی. همچنین از نخستین نمونه «چندتکمیزه‌ایان» مانند «روگوسودون» تکامل یافتند.
ژوراسیک میانی بین ۱۷۵ تا ۱۶۳ میلیون سال پیش قرار می‌گیرد. در طول این دوره دایناسورها شکوفا شدند و گله‌های غول‌پیکری از خزنده‌پاریختان مثل برکیوسور و دوتیرکی چراگاه‌های سرخسی را شخم می‌کردند و تحت تعقیب شکارچیان تازه‌فرارسیده و متعددی، از جمله آلوسورها بودند. جنگل‌های مخروطیان بخش بزرگی از جنگل‌های سراسر زمین را اشغال کرده بودند. درون اقیانوس‌ها، پلسیوسورها کاملاً معمولی بودند و ایکتیوسورها فراوانی داشتند. اوج شکوفایی خزندگان در همین دوره روی داد.

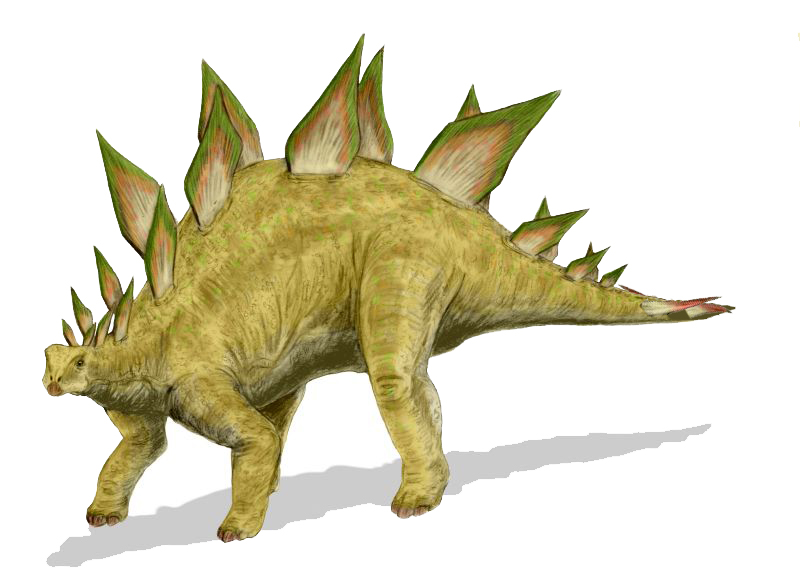
استگوسور (خزندهٔ طاق‌دار).

ژوراسیک پسین از ۱۶۳ تا ۱۴۵ میلیون سال پیش طول می‌کشد. در این دوره، اولین پرنده‌بالان از گونه تکامل‌یافته دایناسورهای تُهی‌دُم‌خزنده کوچک - مثل آرکئوپتریکس (دیرینه‌مرغ) - پدیدار شدند. افزایش سطح آب دریاها راه دریی آتلانتیک را گشود، آبراهه‌ایی که تا امروز پیوسته بزرگتر شده و درحال گسترش است. جدایی بیشتر قاره‌ها فرصتی برای تنوع گونه‌ای جدید دایناسورها خلق کرد.

### کرتاسه
کرتاسه طولانی‌ترین دوره از دوران میانه‌زیستی (مزوزوئیک) را تشکیل می‌دهد اما شامل تنها دو دوره می‌شود: کرتاسه اولیه و پسین. 

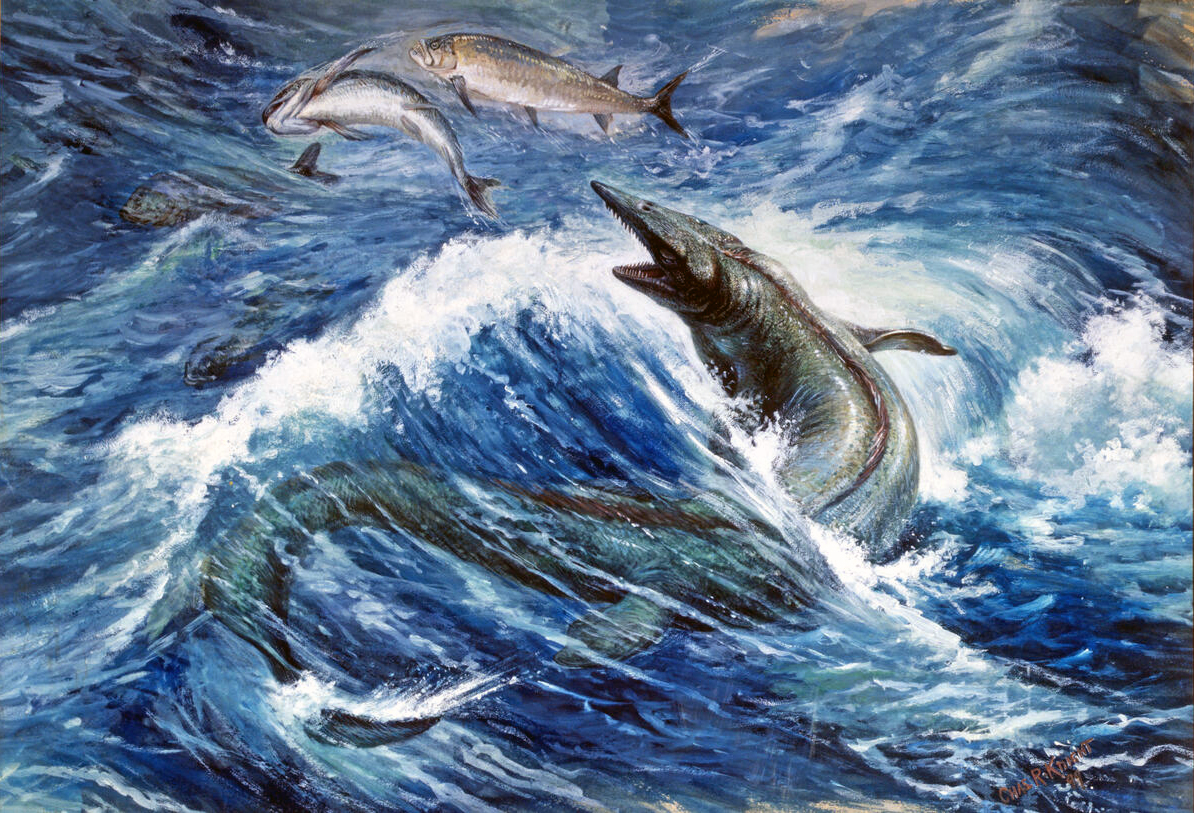
تیلوسور (خزندهٔ برآمده) (از تیرهٔ موساسوریان) درحال شکار زیفاکتینوس (ماهی پرتوشمشیری).

کرتاسه اولیه از ۱۴۵ تا ۱۰۰ میلیون سال پیش را پوشش می‌دهد. کرتاسه اولیه شاهد گسترش آبراه‌ها و کاهش گونه‌های خزنده‌پایان، استگوسورها و دیگر گروه‌های گردن‌فراز با تمرکز کاهش سوسمارپایان در آمریکای شمالی بود. برخی دایناسورهای «جزیره‌گَرد»، مثل «خوش‌خمیده»، برای وفق یافتن با کرانه‌های کم‌ژرفا و جزایر کوچک اروپای باستان تکامل یافتند. دیگر دایناسورها از جمله کارکارودونتوسور و اسپینوسور برای پرکردن جای خالی که به‌واسطه انقراض ژوراسیک-کرتاسه ایجاد شده بود، پدیدار شدند. به‌تدریج شرایط فصلی دوباره پدیدار شده و مناطق قطبی در بعضی ایام سال سرد شد با این‌حال بعضی دایناسورها، مثل لیالیناسورها و موتابوراسور همچنان طی تمام فصول، جنگل‌های قطبی را به‌منزلگاه خود مبدل کرده بودند. مناطق قطبی بیش از حد معمول برای تمساح‌ها سرد شده بود اما همچنان پناهگاه دوزیستان بزرگ مثل کولاسوکوس محسوب می‌شد. با تکامل سرده‌هایی مانند کهن‌باشنده و پرنده‌دست، خزندگان بالدار (پتروسورها) بزرگتر شدند. همزمان دامنه پراکنش پستانداران وسیع‌تر می‌شد - هوسه‌قیف‌دندان‌سانان جانوران شکاری نسبتاً بزرگی مانند خزنده پستاندار و گوبی‌قیف‌دندان را تکامل دادند؛ از سوی‌دیگر ددان نخستین شروع به شاخه‌شاخه شدن و در نتیجه تکامل پس‌ددان و هوددان کردند؛ و گچی‌دندان‌های چندتکمیزه‌ای برای تداوم حضور در سنگواره‌ها، راه تکامل را درپیش گرفته بودند.
کرتاسه پسین از ۱۰۰ تا ۶۶ میلیون سال پیش گسترش دارد. کرتاسه پسین روند سرد شدن تدریجی هوا را تجربه کرد، روندی که در عصر نوزیستی نیز ادامه یافت. با گذشت زمان مناطق استوایی به خط استوا محدود شدند و مناطق خارج از مناطق استوایی، تغییرات فصلی شدیدی را در شرایط آب و هوایی متحمل شدند. دایناسورها همچنان شکوفا بودند و آرایه‌هایی چون تیرانوسوروس، آنکیلوسور، تریسراتوپس و اردک‌منقاران شبکه و زنجیره غذایی گیتی را تحت فرمان داشتند. در اقیانوس‌ها موساسوریان که نقش ایکتیوسورها را پر کرده بودند، حکمرانی می‌کردند، موجوداتی که پس از افول و کاهش، در بین رویداد مرزی سنومانی-تورونی منقرض شدند. گرچه بیش‌خزنده‌واران نیز در رویداد مشابه منقرض شدند، گونه‌های گردن‌دراز پلسیوسور مانند الاسموسور همچنان به رویش و تکثیر خویش ادامه می‌دادند. گیاهان گلدار، احتمالاً اولین بار طی دوره تریاس پدیدار شدند اما شکوفایی و غلبه واقعی را برای نخستین بار در کرتاسه تجربه کردند. خزندگان پرنده (پتروسورها) در دوره کرتاسه پسین بنا به دلایل چندان معلومی دچار افت شدند، اگرچه شاید این رخداد را بتوان در تمایلات سنگواره‌ها جستجو کرد و احتمالاً تنوع زیستی پتروسورها بسیار بالاتر از تصورات پیشین بوده‌است. پرندگان به‌طور فزاینده‌ای رایج‌تر شده و به اشکال بسیار گوناگونی از ناهمسان‌مرغان و پرنده‌دنبان تکامل یافتند. اگرچه به‌طور عمده کوچک ماندند ولی باخترمرغان دریایی نسبتاً بزرگ و فاقد قدرت پرواز گشتند چراکه به زندگی خود در دریاهای آزاد خو گرفته بودند. پس‌ددان و هوددان نیز رایج گشتند و حتی گونه‌های بزرگ و تخصص‌یافته مثل دوزهدان‌دندان و شوالتریا را پدیدآوردند. اما مهم‌ترین پستانداران آن دوره همان چندتکمیزه‌ایان بودند، مانند گچی‌دندانان در شمال و گندواناددسانان در جنوب.
در اواخر کرتاسه فعالیت‌های آتش‌فشانی تله‌های دکن و دیگر فوران‌ها درحال آلوده کردن جَوّ بودند. با پدیدار شدن مستمر فعالیت آتشفشانی، این تصور قوت می‌گیرد که شهابی عظیم‌الجثه تقریباً ۶۶ میلیون سال پیش با زمین برخورد کرده و دهانه چیکشلوب را پدیدآورده است. (رویداد معروف به انقراض K-Pg یا کرتاسه – پالئوژن) سابقاً انقراض K-T، پنجمین و جدیدترین رویداد فجیع منقرض شدن جمعی است که طی آن تقریباً ۷۵٪ از تمام گونه‌های زیستی روی زمین از جمله تمام دایناسورهای غیر پرنده به‌طور کامل از صفحهٔ گیتی زدوده شدند.

## زمین‌ساخت و جغرافیای دیرین
در مقایسه با فرایند پرقدرت همگرایی صفحه‌ای و کوه‌زایی در اواخر دیرینه‌زیستی (پالئوزوئیک)، فعالیت زمین‌ساخت در دوران میانه‌زیستی (مزوزوئیک) نسبتاً ملایمتر بود. تنها کوهزایی بزرگ دوره مزوزوئیک در آنچه که حال حاضر شمالگان شناخته می‌شود، رخ داد. این رویداد منجر به ایجاد کوهزایی اینوئیتی، رشته‌کوه بروکس، کوهستان ورخویانسک و رشته‌کوه چرسکی در سیبری، و کوه‌های خینگان بزرگ در منچوری شد.
این کوهزایی به گشایش اقیانوس منجمد شمالی و اتصال پوسته‌های پایای چین شمالی و سیبری به آسیا مربوط می‌شد. در مقابل، این دوران به‌واسطه ازهم‌گسستگی عظیم ابرقارهٔ پانگه‌آ متبلور شد که بتدریج به یک قاره شمالی به نام لوراسیا و یک قاره جنوبی به نام گندوانا تقسیم گشت. این پویایی، حاشیه‌های غیرفعال قاره‌ای پدیدآورد که امروزه ویژگی اکثر کرانه‌های اقیانوس اطلس (مانند سواحل شرقی ایالات متحده) محسوب می‌شوند.
تا پایان این دوره، قاره‌ها تقریباً به شکل امروزی شان تفکیک شدند، هرچند همچنان موقعیت‌هایی متفاوت داشتند. لوراسیا به آمریکای شمالی و اوراسیا تبدیل شد، در حالی که گندوانا به آمریکای جنوبی، آفریقا، استرالیا، جنوبگان و شبه‌قارهٔ هند تقسیم شد. برخورد شبه قاره هند با صفحه آسیا طی دوره نوزیستی، به پیدایش رشته‌کوه هیمالیا منجر شد.

## آب و هوا
دوره تریاس عموماً خشک بود؛ روندی که از اواخر کربنیفر آغاز شد و به خصوص در بخش داخله پانگه‌آ به‌شدت شکل فصلی داشت. سطح پایین دریا نیز ممکن است منجر به تشدید دمای بیش از حد معمول می‌شده‌است. با وجود ظرفیت گرمایی ویژهٔ بالا، آب نقش یک منبع پایدارکننده در تنظیم حرارت محیط را دارد و نواحی خشکیِ نزدیک توده‌های بزرگ مایع - به‌خصوص اقیانوس‌ها - نوساناتِ حرارتی کمتری تجربه می‌کنند. از آنجایی که بخش قابل توجهی از پانگه‌آ از کرانه‌های آن فاصله داشت، نوسانات دما شدید بود و احتمالاً نواحی داخلی دربرگیرنده بیابان‌های پهناور بودند. لایه‌های قرمز فراوان و تبخیری مانند سنگ نمک، فرضیه فوق را پشتیبانی می‌کنند؛ اما شواهدی نیز موجود است که نشان می‌دهد خشکیِ فراگیر آب و هوایی دوره تریاس، بعضاً شاهد بارش‌های فزاینده باران و دوره‌های با رطوبت بالا هم بوده‌است. رویداد بارش‌زای کارنین مهم‌ترین بازه‌های مرطوب محسوب می‌شد و دوره مرطوب دیگر در راتین، چندین میلیون سال پیش از رویداد انقراض مرزی تریاس-ژوراسیک، رخ داد.
سطوح آب دریاها در طول دوره ژوراسیک احتمالاً بر اثر گسترش بستر اقیانوس بالا آمد و افزایش یافت. شکل‌گیریِ پوسته جدید در زیر سطح زمین، تا مقدار ۲۰۰ متر (۶۵۶ فوت) بالاتر از سطح کنونی، آب اقیانوس‌ها را بالا آورده و باعث جاری شدن سیل و محصور شدن نواحی ساحلی گشت. افزون بر این، پانگه‌آ شروع به تقسیم به توده‌های کوچکتر کرد که طی آن خط ساحلی جدیدی پیرامون اقیانوس تتیس شکل گرفت. در این میانه، دما همزمان درحال افزایش بود که پس از مدتی شروع به ثابت شدن کرد. همین‌طور با توجه به افزایش نزدیکی نواحی خشکی و توده‌های بزرگ آب، رطوبت نیز به‌طور مداوم درحال افزایش بود که منجر به پسروی بیابان‌ها شد.
تشخیص آب و هوای دوره کرتاسه از قطعیت کمتری برخوردار است و بیشتر مورد مناقشه و اختلاف نظر پژوهشگران می‌باشد. به احتمال فراوان سطوح بالاتری از دی‌اکسید کربن در جو زمین، دلیل و عامل حذف تقریبی شیب دمایی در راستای محور شمال به جنوب سیاره بوده‌است. (دماها در سراسر سیاره تقریباً ثابت و ۱۰ درجه سانتی‌گراد گرمتر از دماهای فعلی بود). گردش اکسیژن در اعماق اقیانوس‌ها نیز احتمالاً متوقف شده بود و این امر باعث تجزیه نشدن مقادیر عظیمی از مواد آلی شد که نهایتاً به‌صورت نهشته‌گذاری‌های «سنگ شیل» به‌جا ماندند.
تحقیقات مختلف، منجر به نتایج جداگانه‌ای از مقدار اکسیژن موجود در اتمسفر، در طول بخش‌های مختلف میانه‌زیستی شده‌است: برخی مطالعات دلالت بر مقدار کمتر اکسیژن نسبت به سطح کنونی (۲۱٪) در طی تمام این دوره، دارند، گروهی دیگر معتقدند کمبود اکسیژن در تریاس و بخشی از ژوراسیک کمتر بوده، ولی در کرتاسه میزان اکسیژن بالا بوده‌است و گروهی دیگر سطح اکسیژن را در کل زمان‌های تریاس، ژوراسیک و کرتاسه یا بخشی از آن‌ها، بسیار بالاتر می‌دانند.

## گیاهان

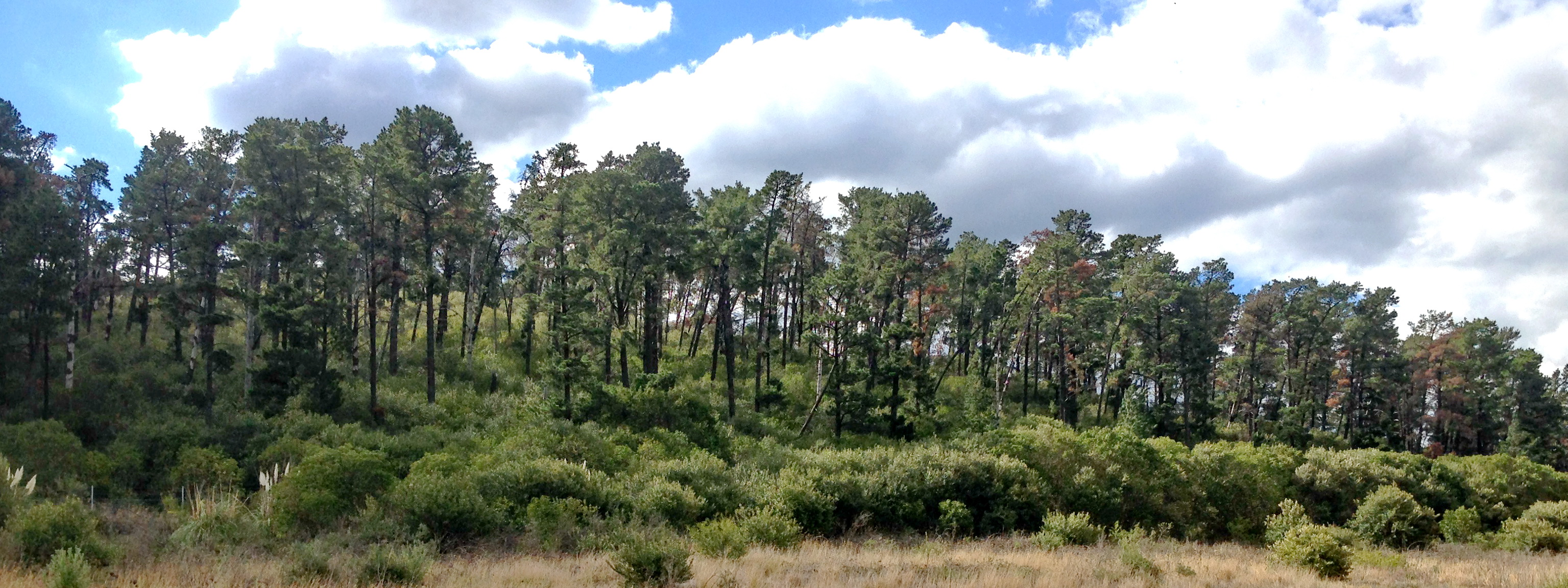
در اکثر دوران میانه‌زیستی مخروطیان گیاهان غالب زمینی محسوب می‌شدند درحالی که علف‌های خانواده گندمیان در دوره کرتاسه پسین شروع به ظهور و سپس گسترش کردند. گیاهانِ گلدار نیز اواخر این دوره ظهور کردند اما تا دوران نوزیستی در سرتاسر کره زمین منتشر نشدند.

گونه‌های گیاهیِ غالبِ آن زمان بازدانگان بودند. این‌ها گیاهان آوندی مخروط‌دار هستند، که تخم بدون پوسته و پوشش را تولید می‌کنند. این حالت مغایر با ترکیب گیاهی فعلی در کره زمین است که گونه‌های غالب گیاهی را نهاندانگان (گیاهان گل‌دار) تشکیل می‌دهند. نخستین اعضای سردهٔ کهن‌دار اولین بار در میانه‌های ژوراسیک پدیدار گشتند، این سرده امروز تنها به‌واسطه یک گونه یعنی کهن‌دار که تنها بازمانده این سرده بشمار می‌آید نمایندگی می‌شود. گروه‌های درختان مخروطیِ امروزی شروع به توسعه و ایجاد سرده‌ها در ژوراسیک کردند. بنتیت‌سانان یکی از سرده‌های منقرض شده بازدانگان است. آن‌ها دارای شاخ و برگ‌هایی سطحی مشابه نخلی‌سرخس‌سانان بودند و در طول تریاس پسین، یک‌پارچه در دنیا پخش و منتشر شدند و از متداول‌ترین خانواده‌های گیاهی میانه‌زیستی به‌شمار می‌آمدند.
گیاهان گل‌دار یا همان نهان‌دانگان اولین بار در اوایل دوره کرتاسه ظهور کردند، نخست در مناطق گرمسیری اما شیب یکنواخت دما به آن‌ها اجازه گسترش به مناطق قطبی طی همه ادوار زمین‌شناسی را داد. در انتهای کرتاسه، نهان‌دانگان بر بیشتر مناطق درختی فرمانروایی می‌کردند هرچند که شواهد بیانگر توده زیستی غالب برای نخلی‌سرخس‌سانان و سرخس‌ها (تا قبل از وقوع انقراض مرزی کرتاسه/پالئوژن) است. بعضی گونه‌های گیاهی انتشار متفاوت و ناملموسی از ادوار زمین‌شناسی بعد از خود داشتند. برای مثال، شانه‌سرخس‌سانان، دسته‌ای از سرخس‌ها هستند که در میانه‌زیستی در نیم‌کره شمالی پراکندگی خوبی داشتند، ولی اکنون بیشتر می‌توان آنها را در نیم‌کره جنوبی یافت.

## جانوران

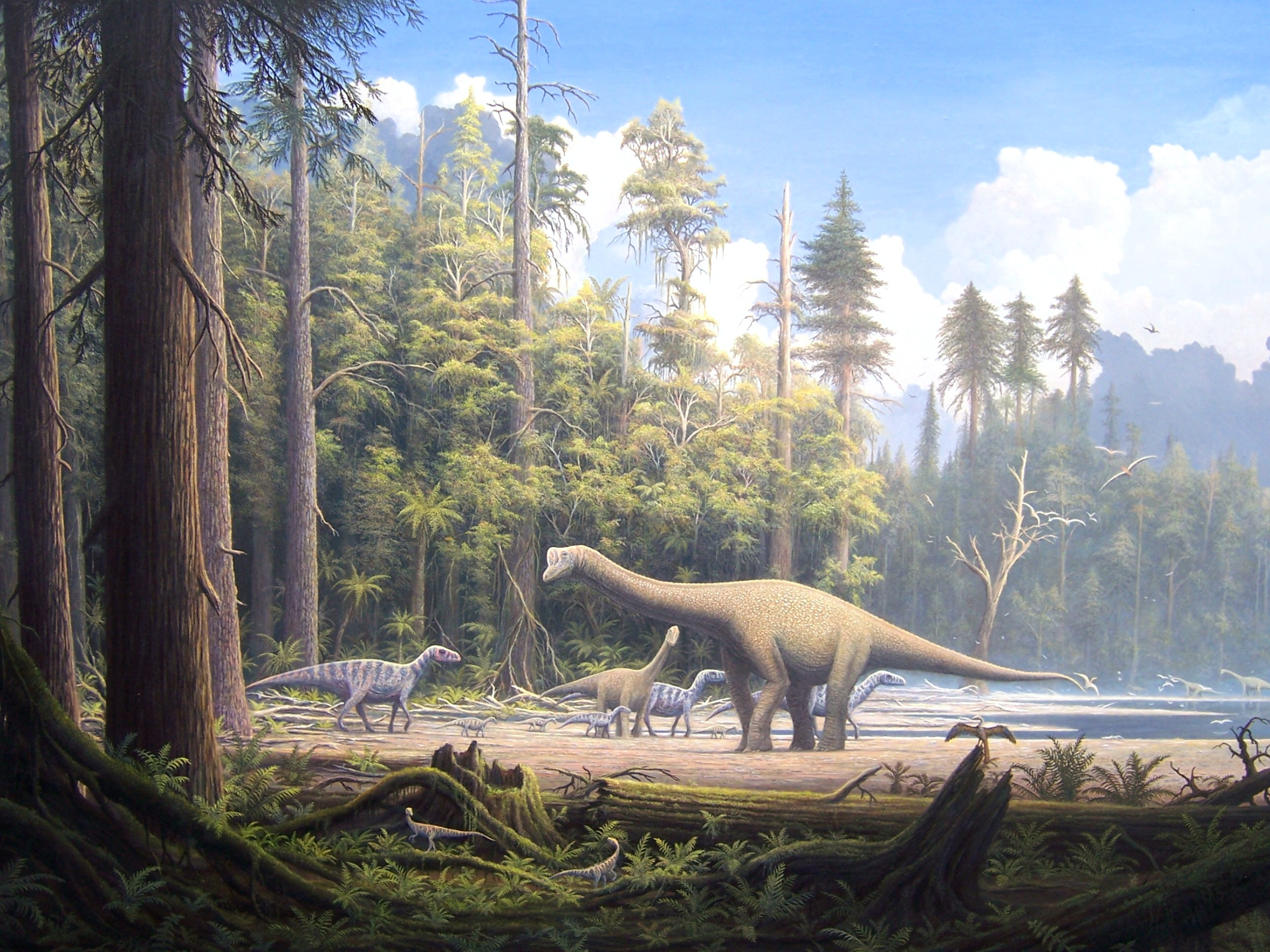
دایناسورها حیوانات مهره‌دار غالب در خشکی در اکثر ادوار میانه‌زیستی محسوب می‌شدند.

انقراض تقریباً تمام گونه‌های جانوری در انتهای دوره پرمین شرایط را برای واگرایی سازشی بسیار از اشکال زندگیِ تازه مهیا کرد. به‌طور خاص، انقراض گیاه‌خوار بزرگ‌جثه‌ای به نام پاریاسور و گوشت‌خواری به نام زشت‌سیما، کُنام‌های زیست‌محیطی را خالی گذاشتند. برخی ار این فضاهای تهی توسط سگ‌دندان‌های بازمانده و دوسگ‌دندان‌ها پر شد، که البته دومی متعاقباً خود منقرض شده‌است.
پژوهش‌های تازه حاکی از گذر زمانی دراز برای برقراری دوباره اکوسیستم‌های پیچیده، با ساختار زیستیِ متنوع، شبکه غذایی درهم آمیخته و حیوانات تخصصی گوناگون در جایگاه‌های اکولوژیکی متفاوت، است. شروع بازسازی از بخش میانی تریاس یعنی ۴ تا ۶ میلیون سال پس از حادثه انقراض، تا شکوفایی و انتشار کامل ۳۰ میلیون سال بعد از رخداد انقراض به طول انجامید. بدین‌ترتیب زندگی جانوری پس از انقراض پرمین-تریاس توسط شاه‌خزندگان (دایناسورها، پتروسورها و خزندگان آبی مانند ایکتیوسورها، پلسیوسورها و موساسوریان) تحت شعاع قرار گرفت.
تغییرات آب و هوایی اواخر ژوراسیک و کرتاسه موجب سازگاری و واگرایی هرچه بیشتر انواع گونه‌های زیستی شد. ژوراسیک اوج دوران گونه‌گونیِ شاه‌خزندگان، ظهور اولین پرندگان و پستانداران هودَد بود. شماری بر این اعتقاد هستند که حشرات همراه با نهاندانگان یا همان گیاهان گل‌دار به‌علت نوعی همزیستی رشد و نمو داشته‌اند، زیرا کالبدشناسی آن‌ها، به‌خصوص بخش‌های دهانی آن‌ها برای تغذیه و همگامی با گیاهان گل‌دار مناسب و مساعد به‌نظر می‌آید. هرچند تمام اجزاء اصلی فک و دهان حشرات به ظهور نهاندانگان منوط نمی‌شدند و تنوع گون‌های جانوران حشره‌ای پس از پیدایش گیاهان گل‌دار حتی تقلیل پیدا کرد؛ بنابرین از منظر کالبدشناختی، کالبد حشرات از اهداف گوناگون دیگری نیز نشأت گرفته بوده‌است.

## ریزاندامگان
در آغاز دوره میانه‌زیستی، جوامع پلانکتون‌های اقیانوسی از نوعی که تحت تسلط آرکی‌پلاستیدان‌های سبز بودند به نوعی دیگر که تحت تسلط جلبک‌های همزیست با پلاستیدهای مشتق‌شده از جلبک‌های قرمز بودند، تغییر پیدا کردند. گمان می‌رود که این دگرگونی بر اثر کمبود فزاینده بسیاری از فلزات کمیاب در دوره میانه‌زیستی رخ داده باشد.